# Charistia satanas
Charistia satanas är en fjärilsart som beskrevs av Erich Martin Hering 1928. Charistia satanas ingår i släktet Charistia och familjen snigelspinnare. Inga underarter finns listade i Catalogue of Life.